# Presidente del Consiglio regionale
Il presidente del Consiglio regionale è la figura istituzionale a capo del Consiglio regionale.

## Storia
In Sicilia nacque dopo le elezioni regionali del 30 aprile 1947,  la prima assise legislativa di una regione, denominata "Assemblea regionale siciliana". Il primo presidente dell'Assemblea fu Ettore Cipolla, eletto il 30 maggio 1947.
Poi nacquero i consigli regionali di altre tre regioni a statuto speciale (1948 il Trentino-Alto Adige, 1949 i consigli di Sardegna e Valle d'Aosta), mentre nel 1963 quello del Friuli-Venezia Giulia, tutte con un presidente del consiglio.
Con le elezioni regionali del 1970 si ha invece la nascita dei Consigli delle regioni ordinarie, con i loro presidenti.

## Funzioni
La figura giuridica autonoma di presidente del Consiglio regionale è prevista dal 3° comma dell'art. 122 della Costituzione Italiana e non è da confondere con il presidente della Giunta regionale ex art. 121 Costituzione Italiana, la sua attività viene disciplinata dallo Statuto delle varie regioni italiane, in generale: rappresenta il Consiglio regionale, lo convoca, lo presiede e ne dirige i lavori; è un organo super partes del Consiglio regionale (si può dire che è l'omologo a livello regionale dei presidenti di Camera e Senato) e tutela le prerogative e assicura il pieno e libero esercizio del mandato di tutti i consiglieri regionali.
È affiancato nella sua attività da un ufficio di presidenza, con i rappresentanti dei gruppi consiliari, composto di solito da due vicepresidenti e due o più segretari e/o questori.

## Elezione
Viene eletto dal Consiglio regionale tra i consiglieri regionali (di solito viene eletto un membro della maggioranza consiliare), le modalità di elezione sono disciplinate dallo Statuto regionale e/o regolamento consiliare (di solito si prevede la maggioranza assoluta per le prime due votazioni e poi la maggioranza relativa), l'ufficio di presidenza viene anche eletto dal consiglio regionale tra i consiglieri regionali (ma qui devono essere garantite delle cariche anche all'opposizione consiliare).

## Distintivo
A differenza di altre cariche pubbliche italiane a carattere locale, nessuna norma dispone l'esistenza di un distintivo per il presidente del consiglio regionale. Vi sono però casi in cui singole regioni si sono autonomamente attribuite tale ausilio: 
- il 15 luglio 2015 il consiglio regionale della Toscana ha approvato all'unanimità l'introduzione di una fascia in tessuto bianco con due bande laterali rosse, su cui campeggia centralmente il Pegaso argenteo (simbolo regionale) e con la coccarda italiana tricolore apposta sul lembo inferiore: essa viene portata a tracolla sulla spalla destra ed è concessa in uso anche al presidente della regione e a eventuali delegati autorizzati[1].
- il 29 gennaio 2019 l'assemblea lombarda ha approvato all'unanimità l'introduzione di una fascia in tessuto verde frangiato d'argento, con ricamato all'estremità inferiore la rosa camuna (simbolo regionale), da portarsi a tracolla sulla spalla destra; l'uso della stessa è esteso anche al presidente della regione e a eventuali delegati autorizzati[2]

## Presidenti in carica
| Regione               | Presidente | Presidente        | Inizio mandato   | Partito             |
| --------------------- | ---------- | ----------------- | ---------------- | ------------------- |
| Valle d'Aosta         |            | Alberto Bertin    | 20 ottobre 2020  | Partito Democratico |
| Piemonte              |            | Davide Nicco      | 22 luglio 2024   | Fratelli d'Italia   |
| Liguria               |            | Stefano Balleari  | 26 novembre 2024 | Fratelli d'Italia   |
| Lombardia             |            | Federico Romani   | 15 marzo 2023    | Fratelli d'Italia   |
| Veneto                |            | Roberto Ciambetti | 26 giugno 2015   | Lega                |
| Trentino-Alto Adige   |            | Josef Noggler     | 25 giugno 2021   | SVP                 |
| Friuli-Venezia Giulia |            | Mauro Bordin      | 26 aprile 2023   | Lega                |
| Emilia-Romagna        |            | Maurizio Fabbri   | 13 dicembre 2024 | Partito Democratico |
| Toscana               |            | Antonio Mazzeo    | 19 ottobre 2020  | Partito Democratico |
| Marche                |            | Dino Latini       | 19 ottobre 2020  | Unione di Centro    |
| Umbria                |            | Sarah Bistocchi   | 20 dicembre 2024 | Partito Democratico |
| Lazio                 |            | Antonio Aurigemma | 13 marzo 2023    | Fratelli d'Italia   |
| Abruzzo               |            | Lorenzo Sospiri   | 12 marzo 2019    | Forza Italia        |
| Molise                |            | Quintino Pallante | 24 luglio 2023   | Fratelli d'Italia   |
| Campania              |            | Gennaro Oliviero  | 26 ottobre 2020  | Partito Democratico |
| Basilicata            |            | Marcello Pittella | 5 luglio 2024    | Azione              |
| Puglia                |            | Loredana Capone   | 18 novembre 2020 | Partito Democratico |
| Calabria              |            | Filippo Mancuso   | 15 novembre 2021 | Lega                |
| Sicilia               |            | Gaetano Galvagno  | 10 novembre 2022 | Fratelli d'Italia   |
| Sardegna              |            | Piero Comandini   | 9 aprile 2024    | Partito Democratico |